# Gare de Kruth
Gare de Kruth vasútállomás Franciaországban, Kruth településen.

## Vasútvonalak
Az állomást az alábbi vasútvonalak érintik:
- Lutterbach-Kruth-vasútvonal

## Kapcsolódó állomások
A vasútállomáshoz az alábbi állomások vannak a legközelebb:
- Gare d’Oderen
- Gare de Wesserling